# آتیلیو روفینی
آتیلیو روفینی (انگلیسی: Attilio Ruffini; زاده ۳۱ دسامبر ۱۹۲۴ – درگذشته ۲۳ ژوئن ۲۰۱۱) سیاستمدار، وکیل و دیپلمات اهل ایتالیا بود.
آتیلیو روفینی در ۲۳ ژوئن ۲۰۱۱، در سن ۸۶ سالگی در رم درگذشت.